# Evergestis simulatilis
Evergestis simulatilis là một loài bướm đêm trong họ Crambidae.